# Дек (татуировка)

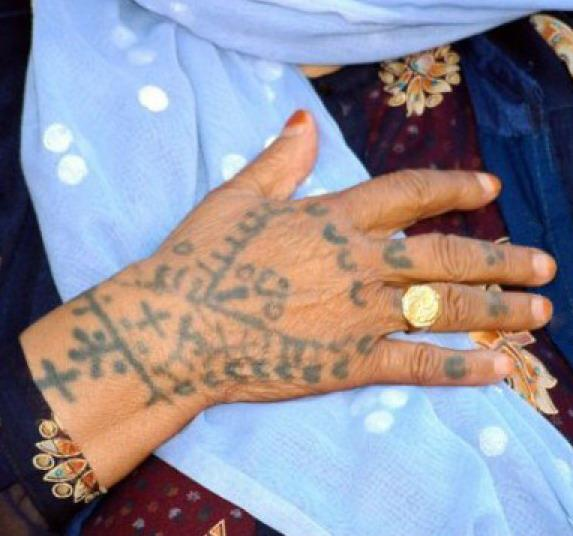
Дек на женской руке

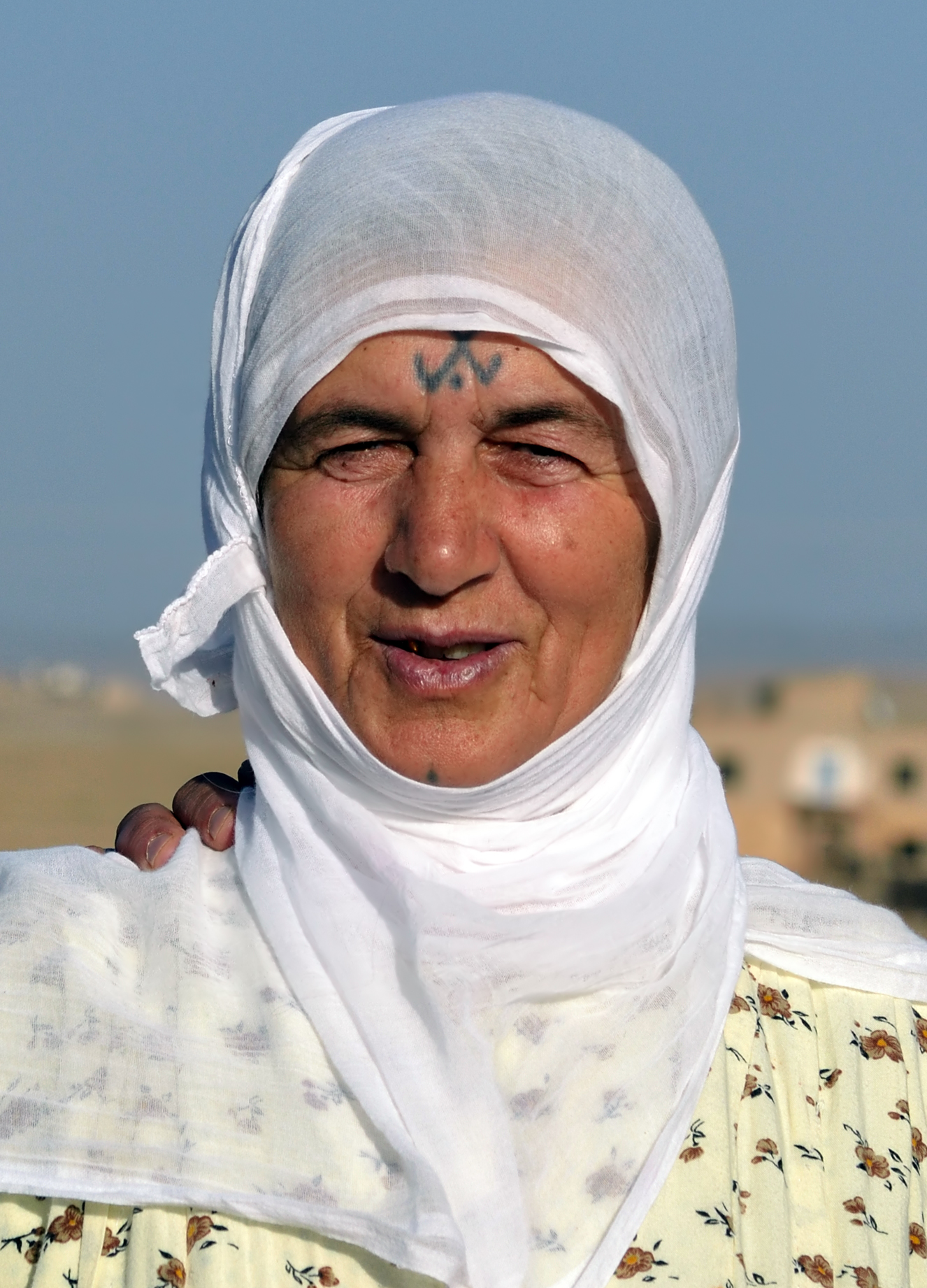
Курдская женщина с деком на лице, Савур

Дек (курд. deq, دەق) или хал (курд. xał, خاڵ) — традиционные курдские татуировки, чаще встречающиеся у женщин, но бывают и у мужчин. Практика нанесения дека стала менее распространённой из-за влияния ислама и была заменена хной. В отличие от хны, дек — не временный узор. Были предприняты попытки возрождения дека как способа утверждения курдской идентичности. Дек также активно практикуется езидами.

## История
Происхождение дека неизвестно. В начале VI века Аэций Амидский писал о деке и способе его создания; описание было опубликовано в труде Medicae Artis Principes. В этой работе он указывал, что основу дека составляла смесь из раздроблённой древесины сосны (предпочтительно её коры), некоторого количества корродированной бронзы, смолы и масла деревьев. Также туда добавляли ржавую бронзу, смешанную с уксусом, а сок лука-порея и воду использовали для очищения места под татуировку. Рисунок наносится путём прокалывания кожи, после чего на проколы помещают смесь с бронзой.
Жак де Морган также наблюдал за татуированием курдских женщин в 1895 году и отмечал, что больше всего татуировок было у пожилых женщин, иногда всё их тело было покрыто татуировками. Татуировки у мужчин наносились преимущественно на руки и изредка на лицо. Генри Филд также наблюдал это явление во время посещения провинций Курдистан и Керманшах в Иране в 1950-х годах.

## Значение и использование
Практика дек существовала ещё до появления ислама и была связана с местными традициями. Дек может иметь разные значения в зависимости от расположения, включая простое украшение, пожелание духовной защиты и указания на племенную принадлежность. У женщин татуировки обычно располагаются на лице, шее, ступнях, руках и — реже — на груди и около половых органов. Считается, что дек на лице отгоняет злых духов, обеспечивает хорошее здоровье и плодовитость. Существуют правила использования дека, их не наносят разведённым женщинам и тем, у кого были мертворождённые дети.
При нанесении дека женщинам мастер сначала рисует узор на коже с помощью иглы, обмакивая её в чернила и вкалывая её в кожу. Чернила изготавливаются из молока (обычно грудного), а рисунки обычно представляют собой линии, звёзды, свастики, солнца, полукруги, прямоугольники, ромбы и кресты. Круги особенно тесно связаны с плодородием, кресты предположительно отгоняют злых духов, а ромбы придают силу. Дек можно рассматривать как дневник конкретной женщины.
Мужчины обычно делают татуировки на руках, ногах, шее, груди и лице (распространены височные татуировки). В основном мужчинам наносят лечебные и защитные узоры.
В прошлом племенную принадлежность курда можно было определить по его деку.

## Паттерны езидов
Узоры езидов включают гребень, крест, газель, даккайе, лапу рябка, луну (как полную, так и полумесяц), куклу, веретено, перевёрнутую букву «V», называемую рес дакк, и димлич (фигуру, похожую на сумку с двумя верёвками).